# Kagirinaki hodō
Kagirinaki hodō (限りなき舗道, lit. "rua sem fim") é um filme de drama mudo japonês de 1934, dirigido por Mikio Naruse, baseado em uma história de jornal escrita por Komatsu Kitamura. Foi o último filme mudo de Naruse e seu último filme para o estúdio Shochiku.

## Sinopse
Sugiko trabalha como garçonete em uma cafeteria no distrito de Ginza, em Tóquio. Machio, seu namorado, a pede em casamento, embora sua família tenha arranjado para ele um casamento com uma mulher de família rica. Ela também é abordada por Yukihiko, um caçador de talentos de um estúdio de cinema que está em busca de uma nova atriz. Ao sair distraidamente na rua, ela é atropelada pelo carro de Hiroshi, herdeiro da família Yamanouchi. Machio a vê sendo levada no carro de Hiroshi, acreditando que ela está namorando Hiroshi e que ela recusou sua proposta de casamento, nisso, Machio abandona sua vida na cidade. Hiroshi começa a namorar Sugiko, apesar das objeções de sua mãe e irmã em relação ao seu relacionamento com uma garota pobre, ele insiste em se casar com ela e a família acaba cedendo. Enquanto isso, Kesako, amiga e colega de Sugiko, se candidatou com sucesso ao emprego no estúdio de cinema, o que coloca à prova o relacionamento com seu namorado Shinkichi. Sugiko logo se sente desconfortável em sua nova casa, e Hiroshi, decepcionado pela relutância que sua família tem com sua nova esposa, ele começa a beber com frequência. Depois que Sugiko o abandona, Hiroshi sofre um acidente de carro e é hospitalizado. No hospital, Sugiko culpa a mãe e a irmã de Hiroshi por nunca a terem aceitado. Hiroshi morre logo depois, e Sugiko retorna ao seu emprego na cafeteria de Ginza, reunida com Kesako e Shinkichi, que deixaram o estúdio de cinema.

## Elenco
- Setsuko Shinobu como Sugiko Shima
- Akio Isono como Koichi, irmão de Sugiko
- Sozo Okada como Hiroshi Yamanouchi
- Nobuko Wakaba como Takako, irmã de Hiroshi
- Fumiko Katsuragi como mãe de Hiroshi
- Shin'ichi Himori como Shinkichi
- Chiyoko Katori como Kesako
- Ichirō Yūki como Machio Harada, namorado de Sugiko
- Yukiko Inoue como Yoshiko Hisayama
- Shōzaburō Abe como barman
- Chishū Ryū como Yukihiko Chiba
- Tomio Aoki como menino no telefone
- Takeshi Sakamoto
- Kōji Mitsui como cliente do café (creditado como Hideo Mitsui)

## Lançamento
Kagirinaki hodō estreou no Japão em 26 de abril de 1934. Foi exibido em 1985 nos EUA como parte de uma retrospectiva sobre as obras de Naruse, organizada pelo Kawakita Memorial Film Institute e Audie Bock, crítico americano de cinema. 